# Rzekuń (village)
Pour les articles homonymes, voir Rzekuń.
Rzekuń (prononciation : [ˈʐɛkuɲ]) est un village polonais de la gmina de Rzekuń dans le powiat d'Ostrołęka de la voïvodie de Mazovie dans le centre-est de la Pologne.
Le village est le siège administratif (chef-lieu) de la gmina appelée gmina de Rzekuń.
Il se situe à environ 5 kilomètres au sud-est d'Ostrołęka (siège du powiat) et à 102 kilomètres au nord-est de Varsovie (capitale de la Pologne).
Le village compte approximativement une population de 1 800 habitants en 2006.

## Histoire
De 1975 à 1998, le village appartenait administrativement à la voïvodie d'Ostrołęka.